# 正解の無いクイズ
『誰でも考えたくなる「正解の無いクイズ」』（だれでもかんがえたくなるせいかいのないクイズ）はテレビ東京系列で、2022年に計2回特番として放送されたバラエティ番組（クイズ番組）・教養番組である。
テレビ東京と一部系列局（テレビ北海道）で、2023年4月3日よりレギュラー放送されている。
1979年から1980年までフジテレビ系列で放送された『正解のないクイズ』（司会：高島忠夫、荒木由美子）との関連性はとくには無い。

## 番組概要
まず背景合成（クロマキー）されたスタジオにいるMC3人が、天の声から話を振られる。AIタミ子による問題読み上げの後、自分たちの見解を語り合う。
各界の天才奇才（一部お笑い芸人を含む）10名ほどのVTR回答を見た後、「主な天才奇才変人たちの解答」7つのリストを元にMC3人が合議し、天の声から指示されたタイミングで、最後に正解っぽい解答「カルマルアンサー」を1つ選ぶ。
演出プロデューサーの田中晋也によると、「知識がなくても『考えたい』と思える問題」を出題しているという。
2023年10月29日（2社）と2024年2月18日（1社）の「75分拡大スペシャル」では、企業から寄せられた問題が出題された。

### 問題の募集
なお、問題案の一般募集もしており、番組公式サイトでは応募フォームを設置している。採用者には番組特製ステッカー（「正解の無いクイズ」Ver.と「カルマルアンサー」Ver.の2種類）が贈呈される。
視聴者からの問題が出題されたのは、Q31やQ40、Q71 - Q73、Q77、Q78、Q85、Q87、Q131、Q174 - Q178、Q203、Q205、Q206、Q234、Q241、Q326など。

### 番組の歴史
| 2023年            | - Q65 - Q67以降では、番組公式X（旧Twitter）における次週予告動画が、ネタバレを一部回避する編集スタイルに変わった。 |
| 10月29日          | - 日曜夕方に「75分拡大スペシャル」を放送（TXNネットワーク全6局）。 |
| 11月28日          | - Q100に到達。いつもと異なり、問題番号の後ろの脳アイコンが金色で表示された。 |
| 2024年 02月18日   | - 日曜夕方に2回目となる「75分拡大スペシャル」を放送（TXNネットワーク全6局）。 |
| 03月27日          | - 番組公式本を発売（東京ニュース通信社）。これまで出題された中から30問を掲載。 |
| 06月25日          | - テレビせとうち（TSC）では、同時ネット放送が終了して不定期放送になる。 |
| 07月15日          | - （16日早朝・Q65）以降、テレビ東京の深夜帯にて、1話（または2話）ずつの再放送を数回実施。その後、5分枠のPR番組や「予習復習」番組を放送（後述のリアルイベント告知の一環）。 |
| 09月03日          | - Q200に到達。Q100同様の金アイコン。この回はいつもの収録でなく出演者に知らせずに、生成AIによって表情・声を制作した。解答は全て過去199回の放送を元にAIが考えたことが、エンディング画面で明かされた。 |
| 09月15日          | - 番組初の有料リアルイベント「正解の無いクイズLIVE」を、放送200回記念として開催（東京・「なかのZERO 大ホール」）。Q182 - Q183とQ190では、このイベントPRに関する問題が出された。 |
| 10月07日          | - Q212。天の声が、松澤亜海（テレビ東京アナウンサー）に交代。 |
| 10月21日 （25日） | - Q217から。ネットもテレ東・TVerともに各回ごとの当日でなく、週単位で金曜日に、1本の動画として配信するように変更。 |
| 2025年 02月10日   | - Q257。「全て顔付き」がカルマルアンサーに選ばれる。この回は、エンドロールでほとんどのスタッフが顔写真付きとなった。 |
| 05月20日          | - Q300に到達。Q100・Q200同様の金アイコン。この回は問題文を終始モザイク処理して隠したまま、特別に『正解のあるクイズ』として放送。「クイズ」（矢野了平）をカルマルアンサーに選んだ後、番組ラストでQRコードを出しながら「詳しくは番組HPへ」と告知。 その番組HPでは、46秒間のYouTube動画を埋め込み、専用応募フォームにてQ300の問題を正解した人、先着50名に300回記念限定のステッカーをプレゼントすることを、AIタミ子がアナウンスした。 Q316（6月25日）の最後に、2000通を超える応募があったこと、正解が無い方が良いものは何ですか?が正解だったことを、AIタミ子が発表。当選者全50名の応募時のニックネーム一覧も表示された。 |
| 06月中旬          | - 字幕の使用色が4色に増える。MC3人が色分けされ、逆にAIタミ子が白色に変更（従来はタミ子のみ黄色で他は白色だった）。 |
| 08月03日          | - 番組2度目の有料リアルイベント「正解の無いクイズLIVE②」を、開催（東京・「大井町きゅりあん 大ホール」）。Q305のラストで開催が発表された。 |

### カルマルアンサー
複数のVTR回答を合併して「カルマルアンサー」とすることもある。また、最初にMC3人それぞれが挙げていた案を、「カルマルアンサー」に選ぶ場合もある。
稀に、意見が割れてまとまらず3人のうち1人に決定を託すこともある。また、新たに別のアイデアを出したり出たりして、それに決めることもあった。
Q42 - Q44は、清原博の解答が3日連続で「カルマルアンサー」に選ばれた。
Q248とQ262とQ317では、2024年の「正解の無いクイズLIVE」当日に開設されたLINEオープンチャットにて、問題を公開し、視聴者に対して解答を事前募集した。

## 出演者

### レギュラー放送
|  | ■ |  | 画面左（縦配置の時は上） 画面中央 画面右（縦配置の時は下） |

| 松澤亜海 〈繁田美貴〉 〈中原みなみ〉 竹﨑由佳 |

| かもめんたる 岩崎う大     | お笑い界の奇才                            |
| 岩崎大                    | 東洋大学文学部哲学科 生と死の哲学者       |
| 小川仁志                  | 山口大学教授 天才哲学者                   |
| 金谷俊一郎                | 歴史コメンテーター 超有名予備校日本史講師 |
| 木村建次郎                | 神戸大学教授 天才応用物理学者             |
| 清原博                    | 国際弁護士                                |
| 小池陽人                  | 真言宗須磨寺 僧侶                         |
| 篠原かをり                | 生物偏差値105 昆虫研究家                  |
| 人工知能Gemini2.5         | （電通デジタル CAIO執行役員 山本覚）      |
| 成田悠輔                  | 世界が認めた天才                          |
| ダウ90000 蓮見翔          | 新進気鋭のお笑いユニット主宰              |
| 真鍋昌平                  | 『闇金ウシジマくん』など 天才社会派漫画家 |
| 矢野了平                  | 天才クイズ作家                            |
| 山崎直子                  | 宇宙飛行士                                |
| 和田ラヂヲ                | 天才ギャグ漫画家                          |
| トム・ブラウン 布川ひろき | 奇才変態系芸人                            |
| トム・ブラウン みちお     | 奇才変態系芸人                            |
| 他                        |                                           |

### 75分拡大スペシャル
|         | MC                                                  | 解答者 |
| ------- | --------------------------------------------------- | --- |
| 2023.10 | 呂布カルマ、山添寛（相席スタート）、加納（Aマッソ） | 岩崎う大（かもめんたる）、小川仁志、金谷俊一郎、清原博、篠原かをり、トム・ブラウン、成田悠輔、真鍋昌平、矢野了平、山崎直子、和田ラヂヲ、他                               |
| 2024.2  | 呂布カルマ、山添寛（相席スタート）、加納（Aマッソ） | 岩崎う大（かもめんたる）、岩崎大、上野友行、小川仁志、金谷俊一郎、清原博、小池陽人、篠原かをり、苫米地英人、トム・ブラウン、成田悠輔、矢野了平、山崎直子、和田ラヂヲ、他 |

## 放送内容

### 特番放送（2022年）
『「正解の無いクイズ」～天才奇才変人さん、みんなで一緒に考えよう～』
※ 火曜日未明（月曜日深夜） 00:30 - 01:00
| # | 放送日         | 問題 |
| - | -------------- | --- |
| 1 | 2022年10月31日 | 問題(1)『1から100の中から好きな数字を書きなさい。誰ともかぶらず、最も大きい数字を書いた人だけに得点を与える。』 問題(2)『坊主にクシを売ってください』 問題(3)『魚のいない海で魚を釣ってください』 |
| 2 | 2022年11月7日  | 問題(4)『あなたは江戸時代にタイムスリップしてしまいました。たまたま持っていたもので商売したところ大成功。何を持っていって、どんな商売をした？』 問題(5)『あなたはネズミになって水筒に閉じ込められました。どうやって脱出しますか？』 問題(6)『対向車と衝突事故を回避しようとすると歩行者をはねます。自動運転AIはどう判断するべきですか？』 |

### レギュラー放送回
※ 月曜 - 水曜 17:30 - 17:45
* ： 択一もしくは単数事象を求める問題 / （書） ： 書き問題（描き問題）

### レギュラー開始後の特番放送
『誰でも考えたくなる「正解の無いクイズ」75分拡大スペシャル』
※ 日曜 16:00 - 17:15
| # | 放送日         |                 |
| - | -------------- | --------------- |
| 1 | 2023年10月29日 | [ 57 ]          |
| 2 | 2024年2月18日  | [ 214 ] [ 215 ] |

- #1 - 童話「さるかに合戦」を YouTubeにアップする際、一番バズるサムネイルを描いてください。[G]
は、インターネット上告知の番組内容に含まれていたが、放送されず[216][217]。
- #2 - 問題番号は、#1から引き継がれた。どちらも通常回の赤でなく、黄色で示された[@ 1]。

| 1 | Q1      | テストで0点をとりました。親に この解答用紙を見せ 褒められるにはどうしたらいいですか? |                 |
| 1 | Q2      | その場に何もなくても 大人でも子どもでもできる ちょうど良い「罰ゲーム」を考えてください。 |                 |
| 1 | Q51     | 特別企画 過去のカルマルアンサー「答え合わせ」検証コーナー! |                 |
| 1 | Q3      | 「出前館」のイメージキャラクターに一番ぴったりな歴史的偉人は誰ですか? | [ A ]           |
| 1 | Q72 Q42 | 特別企画 過去のカルマルアンサー「答え合わせ」検証コーナー! |                 |
| 1 | Q4      | 一家団欒が増えるような新しい家電を考えてください。 | [ A ]           |
|   |         | |                 |
| 2 | Q5      | 「1＋1」の「2」以外の解答を誰もが納得できるように教えてください。 |                 |
| 2 | Q6      | あなたは親から象を10頭相続しました。どう活用しますか? |                 |
| 2 | Q103    | 過去のカルマルアンサーや気になる解答を実際に検証してみましたのコーナー |                 |
| 2 | Q7      | 10個のうち1個だけが毒入りのまんじゅうです。1個食べ切るごとに1億円もらえます。どこかのタイミングで「YES」か「NO」で答えられる質問が1つだけできます。できるだけ多くお金をもらうにはどうしたら良いですか? |                 |
| 2 | Q79     | 過去のカルマルアンサーや気になる解答を実際に検証してみましたのコーナー |                 |
| 2 | Q8      | 「塩分25%カットでもおいしさが変わらない工夫」その凄さを誰もがわかる別の例えで表してください。 | [ B ]           |
| 2 | Q120    | 過去のカルマルアンサーや気になる解答を実際に検証してみましたのコーナー | [ 218 ] [ 219 ] |

## 放送休止事例
| 2023年                      | 2023年                      | 2023年 | 2023年 |
| --------------------------- | --------------------------- | --- | --- |
| 06/28                       | （水）                      | 17:30 - 22:24 | 「テレ東音楽祭2023夏」 |
| 07/17                       | （月）海の日                | 17:15 - 17:45 | 「忖度なし!?長嶋一茂の正直通販!ヒット商品の秘密＆舞台裏ストーリー」（再放送） |
| 10/25                       | （水）                      | 通常は毎週木曜に放送している「ロードtoショーダンス」（17:05 - 17:20）差し込みに伴って休止。その26日（木）には、特別番組「ジャニーズ性加害問題 ～検証報告と今後の対応」（17:05 - 17:20）が放送された。なお、Q85（前週10月18日）のエンディングにおける「来週の問題」では、計3問が提示されていた。 | 通常は毎週木曜に放送している「ロードtoショーダンス」（17:05 - 17:20）差し込みに伴って休止。その26日（木）には、特別番組「ジャニーズ性加害問題 ～検証報告と今後の対応」（17:05 - 17:20）が放送された。なお、Q85（前週10月18日）のエンディングにおける「来週の問題」では、計3問が提示されていた。 |
| 11/15                       | （水）                      | 17:30 - 21:54 | 「テレ東60祭!ミュージックフェスティバル2023〜一生聞きたい!昭和・平成・令和ヒット曲100連発〜」 |
| 2024年                      |                             | | |
| 01/08                       | （月）成人の日              | 17:15 - 18:25 | 「厳選いい旅 新春スペシャル!箱根、房総、伊豆 美食と絶景の旅」 |
| 02/12                       | （月）振替休日              | 17:15 - 18:25 | 「厳選いい旅 早春の旅へ!南房総、群馬四万、箱根のおすすめ宿の超お得プラン」 |
| 02/19（月） 〜 2/21（水）   | 02/19（月） 〜 2/21（水）   | 世界卓球の直前番組および生中継 | 世界卓球の直前番組および生中継 |
| 03/19                       | （火）                      | 17:15 - 17:45 | 「ゆうがたテレショップ」 |
| 03/20                       | （水）春分の日              | 15:30 - 18:25 | 「テレ東系「旅の日」7時間テレビ★人気4番組が460kmガチ旅リレー前編」 |
| 04/29                       | （月）昭和の日              | 17:15 - 18:25 | 「厳選いい旅 GW突入!新緑スペシャル 那須高原、房総、伊豆、箱根」 |
| 05/06                       | （月）振替休日              | 17:15 - 18:25 | 「電波独占!Matt様のお買い物」 |
| 06/26                       | （水）                      | 17:30 - 21:54 | 「テレ東ミュージックフェス2024夏〜ヤバい昭和の超名曲vs令和ヒット曲100連発〜」 |
| 07/15                       | （月）海の日                | 17:15 - 18:25 | 「電波独占!Matt様のお買い物」 |
| 08/05                       | （月）                      | 16:35 - 24:20 | 「パリオリンピック バドミントン 男女シングルス3位決定戦・決勝」 |
| 08/07                       | （水）                      | 14:15 - 18:00 | 「パリオリンピック 競歩 混合リレー」 |
| 08/12                       | （月）振替休日              | 17:30 - 18:25 | 「孤独のグルメ 真夏の博多・出張スペシャル」（再放送） |
| 09/16                       | （月）敬老の日              | 17:15 - 18:25 | 「孤独のグルメ Season9 第十一話・第十二話」（再放送） |
| 09/23                       | （月）振替休日              | 17:25 - 18:25 | 「孤独のグルメ Season1 第四話・第五話」（再放送） |
| 10/14                       | （月）スポーツの日          | 17:15 - 18:25 | 「孤独のグルメ Season10 第七話・第八話」（再放送） |
| 11/04                       | （月）振替休日              | 17:15 - 17:45 | 「長嶋一茂のお取り寄せ品評会」 |
| 11/20                       | （水）                      | 17:30 - 21:54 | 「テレ東音楽祭スペシャル1964→2024」 |
| 011/25（月） 〜 11/27（水） | 011/25（月） 〜 11/27（水） | 17:15 - 17:45 | 「虎ノ門市場 日本全国の食文化をお伝えします!」 |
| 2025年                      |                             | | |
| 07/07                       | （月）                      | 17:30 - 17:45 | 「テレ東音楽祭2025〜夏〜みどころ」 |
| 07/08                       | （火）                      | 17:30 - 17:45 | 「テレ東音楽祭2025〜夏〜みどころ」 |
| 07/09                       | （水）                      | 17:30 - 21:54 | 「テレ東音楽祭2025〜夏〜」 |
| 08/11                       | （月）山の日                | 17:30 - 18:50 | 「孤独のグルメ 真夏の東北・宮城出張編」（再放送） |

## 特記事項
- Q37 - Q41は「哲学スペシャル」（期間は2週だが初めの水曜日＝6月28日は「テレ東音楽祭2023夏」のため休止[253]）で、天の声によると「小川がハネているということで」実施された[83][84]。VTR回答者に哲学者を多めとした特別編で、小川以外に、谷川嘉浩、平尾昌宏、斎藤幸平[注 14]、萱野稔人、さらに大学の哲学科出身の哲夫（笑い飯）も出演した。なお、Q18のエンディングでは、今日の感想を求める天の声の問いかけに対して、MCの加納が「哲学者増やしてくださいよ逆に。3人くらいね」と要望を語り、呂布と山添も同感を示していた。

- 2024年2月には、卓球にまつわる問題を扱う[254]世界卓球特集を放送（Q125）。大会アンバサダーの卓球金メダリスト水谷隼が、VTR回答者として参加した（翌日のQ126にも参加）。

- Q71 - Q73は、“みんなの”正解の無いクイズスペシャル[95]。視聴者からの問題に限定した。

- Q174 - Q178の2週も、視聴者の皆さんからいただいた「正解の無いクイズ」スペシャルとして放送。

- Q230 - Q235の2週は前年に引き続き、解答者に哲学者多めの「哲学スペシャル」。小川と岩崎大、過去出演していた斎藤幸平以外に、大竹稽、岡本裕一朗、小島和男、清水高志、小川がライバル視する戸谷洋志[注 17]が出演。そのうちQ231[255]とQ232は、小川が考えた問題が出題され、小川自身も答えた。Q234は視聴者からの問題だった。

- Q278 - Q280は、「まもなく新学期! 学校にまつわる正解の無いクイズSP」。

- Q290 - Q293は、「宇宙スペシャル」。渡部潤一とクリス・ブラッカビーが出演。

- Q332 - Q334は「夏の納涼SP」。大島てると飯塚唯が出演。問題番号の後ろは、青い火の玉[212]。問題文は通常と逆の配色で、黒地に白文字で表した。

## 受賞
- レギュラー放送開始月にあたる期間の「2023年4月度ギャラクシー賞月間賞」を受賞した。そのプレスリリースでは、出演者（MCおよび回答者）の人選に対する好評価も言及された[256]。

- 2023年11月には、「第61回 ギャラクシー賞 上期テレビ部門 奨励賞」を受賞した[257]。

## スタッフ

### レギュラー版
- 構成：北本かつら、辻健一、山﨑恵輔
- 天の声：竹﨑由佳 または 繁田美貴 または  中原みなみ または  松澤亜海（テレビ東京アナウンサー）
- ナレーション：AIタミ子
- 撮影：及川英俊、宮下敦、中村貴広
- 音声：前川花梨、大間知浩一、涌田真也、鈴木卓也
- ビジュアルエディター：平子雄二
- 編集：鈴木郁也、髙橋昌宏
- MA：馬場亮輔
- 音効：堺慶史郎
- ヘアメイク：FUYUKi、anna、佐久本郁香、青柳莉子、Rico
- リサーチ：伊藤匡（ジーワン）
- イラスト：なかねありさ[258][259]（Q36から）
- AP︰山田梨花（Q86から）
- デスク：小椋美沙
- AD：佐々木夏恋、飯野由蘭、板橋莉子（飯野→一時離脱→復帰）
- ディレクター：北村宏介、大野剛史、梅津聡真、木村諒、佐藤勇哉
- プロデューサー：安田太地
- 演出プロデューサー：田中晋也[1]
- チーフプロデューサー：木村健作（Q281から）
- 制作協力：イカロス
- 製作著作：テレビ東京

### 過去のスタッフ
- AD︰小林青龍、渡邊明、池田一平
- プロデューサー：矢野健二（Q24まで安田と共同）
- チーフプロデューサー：小高亮（Q139まで）、小平英希（Q140からQ280まで）

### 2022年の特番
- 構成：北本かつら、辻健一
- 天の声：竹﨑由佳（テレビ東京アナウンサー）
- ナレーション：AIタミ子
- 撮影：及川英俊
- 音声：前川花梨
- ビジュアルエディター：平子雄二
- 編集：髙橋昌宏
- MA：飯塚雄一
- 音効：堺慶史郎
- 協力：ホリプロ、三洋物産（共に#1）、青土社、タニタ（共に#2）
- デスク：小椋美沙
- AD：渡邊明
- ディレクター：北村宏介
- プロデューサー：矢野健二、安田太地
- 演出プロデューサー：田中晋也[260]
- チーフプロデューサー：小高亮（#2のみ）
- 制作協力：イカロス
- 製作著作：テレビ東京

## ネット局
| 放送対象地域   | 放送局                | 系列           | 放送時間                  | ネット状況 | 備考      |
| -------------- | --------------------- | -------------- | ------------------------- | ---------- | --------- |
| 関東広域圏     | テレビ東京（TX）      | テレビ東京系列 | 月曜 - 水曜 17:30 - 17:45 | 制作局     |           |
| 北海道         | テレビ北海道（TVh）   | テレビ東京系列 | 月曜 - 水曜 17:30 - 17:45 | 同時ネット |           |
| 滋賀県         | びわ湖放送（BBC）     | 独立局         | 月曜 - 水曜 17:45 - 18:00 | 遅れネット | [ 注 19 ] |
| 福岡県         | TVQ九州放送（TVQ）    | テレビ東京系列 | 金曜 17:30 - 17:45        | 遅れネット | [ 注 20 ] |
| 大阪府         | テレビ大阪（TVO）     | テレビ東京系列 | 不定期放送                | 遅れネット | [ 注 21 ] |
| 岡山県・香川県 | テレビせとうち（TSC） | テレビ東京系列 | 不定期放送                | 遅れネット | [ 注 22 ] |

- 福島県 福島中央テレビ（FCT） 75分拡大スペシャル #1 - 2024年01月02日（火） 00:45 - 02:00 遅れネット

## 番組イベント

### 正解の無いクイズLIVE
「正解の無いクイズLIVE」は、2024年9月15日夜、なかのZERO 大ホール（もみじ山文化センター）にて約2時間にわたり放送200回を記念して開催された、番組初となる有料リアルイベント。
小川仁志と山崎直子の他、Q125およびQ204の検証企画に挑戦した肉汁（マリオネットブラザーズ）も登場した。
当日は番組のLINEオープンチャットが用意され、解答募集に活用された。
PIA LIVE STREAMとFANY Online Ticketにて、配信（アーカイブ配信は11月4日まで）も実施。
10月19日（12:15 - 13:15）にはテレビ東京にて、この模様をまとめた「正解の無いクイズLIVEスペシャル」を放送。
イベント内容
事前告知されていた問題案（計6つ）の中から、
「海の見えるレストラン」のような今までにない「〇〇の見える〇〇」をオープンさせて大繁盛させてください。
が出題された（残り5つは本放送でその後使われた）。

### 正解の無いクイズLIVE2
「正解の無いクイズLIVE②」は、2025年8月3日夕方から、大井町きゅりあん 大ホール（品川区立総合区民会館）にて開催予定の、2度目の有料リアルイベント。
今回も配信を実施。
Q314でカルマルアンサーに選ばれた加納の「来たら天才!」が、イベントのサブタイトルとして正式に採用されることとなった。
スペシャルゲストの1人目は金谷俊一郎であると、Q320のエンディングで発表された。あと1人はイベント当日発表で、木村建次郎だった。

## 番組公式本
- 『誰でも考えたくなる「正解の無いクイズ」天才と一緒に考えよう!』東京ニュース通信社〈TVガイドMOOK〉、2024年3月27日。ISBN 978-4-86701-794-4。[38]